# Észak és Dél (South Park)
Az Észak és Dél (The Red Badge of Gayness) a South Park című animációs sorozat 45. része (a 3. évad 14. epizódja). Elsőként 1999. november 24-én sugározták az Egyesült Államokban.
A történet szerint South Parkban az amerikai polgárháborúra emlékeznek, ám néhányan túl komolyan veszik az emlékcsatát.

## Cselekmény
|  | Alább a cselekmény részletei következnek! |

South Park lakosai az amerikai polgárháború éves emlékcsatájára készülnek, melyet a Tamarach-dombon vívnak meg, a főszereplő gyerekek pedig egy rezesbandában gyakorolnak. Eric Cartman szándékosan elrontja a dobolást (mert az előírt dallam helyett rock and rollt akar rajta játszani) és mivel nem hajlandó fuvolázni sem, összetöri a hangszert és dühödten elviharzik. A rendezvény reggelén Jimbo bejelent, hogy idén rekord létszámú, kétszáz fős közönség érkezett a csata megtekintésére, melynek alkoholszponzora a Jagerminz „mogyesz ízű snapsz” elnevezésű itala. Ráadásul az esemény különleges vendége Stan Marsh nagyapja, Marvin Marsh, „az egyetlen élő ember, aki látta a polgárháború emlékcsatáját 1924-ben”. Cartman átáll a déliek oldalára, álszakállban, Robert E. Lee tábornok egyenruhájában, majd fogad Stannel és Kyle Broflovski-val, hogy idén a Konföderáció nyeri meg a háborút; megállapodnak, hogy a vesztes félnek egy hónapig kell majd a nyertes rabszolgájának lennie. Mivel Cartmannel ellentétben Kyle-ék ismerik a történelmet, és tudják, hogy az északiak győztek, örömmel belemennek a fogadásba.
Az emlékcsatán Jimbo vezeti a délieket, míg Randy Marsh lesz az északiak vezére. Cartman (Lee tábornoknak öltözve) ellopja a győzelmi harangot, ezzel tönkretéve az előadást. A második felvonás előtt rábeszéli a délieket, hogy idén ne fogadják el a megalázó vereséget az északiaktól. Ők ebbe beleegyeznek és a Dél először nyeri meg az emlékcsatát. Az esti buli után a részeg felnőtteket Cartman ráveszi Topeka városának elfoglalására. A South Park-i férfiak ezután egyesült erővel egyre több amerikai város ellen indítanak támadást. Stan és Kyle a katonaság segítségével ellopja a felnőttek alkoholkészletét, de Cartman egy egész teherautónyi mogyesz snapszot rendel, így folytatódik a küzdelem. A Sumter-erőd elfoglalása után az amerikai Nemzeti Gárda száll szembe a déli sereggel, azonban Dél-Karolina lakosai lefegyverzik őket. A Nemzeti Gárda egyik tagja figyelmeztető jelzőfényt lő ki, amely eltalálja és megégeti Kenny McCormickot. Ezután megérkezik egy orvos, aki ahelyett, hogy ellátná a sérültet, egyszerűen csak lefújja poroltóval.
Végül a Konföderáció serege Washingtonba érkezik, ahol Bill Clinton elnöktől a déli államok elszakadását szentesítő dokumentum aláírását követelik; megfenyegetik, hogy ellenkező esetben nyilvánosságra hoznak egy kompromittáló videófelvételt, melyen az elnök Marisa Tomei színésznővel látható. Stan és Kyle azonban beöltözik Jefferson Davisnek és Abraham Lincolnnak, majd Stan (mint a déliek vezetője, Davis) ünnepélyesen megadja magát. Cserébe a déliek egy évre elegendő snapszot kapnak, akik így – Cartman legnagyobb csalódottságára – elégedetten elvonulnak. Stan és Kyle örömmámora azonban nem tart sokáig; Clinton elnök rámutat arra, hogy mivel az északiak győztek, Cartman nem lehet a rabszolgájuk és a fogadás érvényét vesztette, hiszen pont a rabszolgaság eltörlése ellen küzdöttek. Ezt meghallva Stanék dühösen hazamennek.

## Bakik
•Stuart McCormick miután kijózandott, megemlíti, hogy munkába kell mennie, ám a bárányhimlő című részben Gearld-nak azt mondja, hogy nincs munkája.